# Абремуц
Абремуц (рум. Abrămuț) — село у повіті Біхор в Румунії. Адміністративний центр комуни Абремуц.
Село розташоване на відстані 437 км на північний захід від Бухареста, 37 км на північний схід від Ораді, 118 км на північний захід від Клуж-Напоки.

## Населення
За даними перепису населення 2002 року у селі проживали 477 осіб.
Національний склад населення села:
| Національність | Кількість осіб | Відсоток |
| -------------- | -------------- | -------- |
| румуни         | 240            | 50,3%    |
| угорці         | 201            | 42,1%    |
| цигани         | 35             | 7,3%     |

Рідною мовою назвали:
| Мова      | Кількість осіб | Відсоток |
| --------- | -------------- | -------- |
| румунська | 240            | 50,3%    |
| угорська  | 207            | 43,4%    |
| циганська | 29             | 6,1%     |